# Hycleus designatus
Hycleus designatus is een keversoort uit de familie van oliekevers (Meloidae). De wetenschappelijke naam van de soort is voor het eerst geldig gepubliceerd in 1849 door Reiche in Ferret & Galin.